# Moravskoslezská fotbalová liga 1994/1995
V soubojích čtvrtého ročníku Moravskoslezské fotbalové ligy 1994/95 se utkalo 16 týmů každý s každým dvoukolovým systémem podzim–jaro. Tento ročník začal v srpnu 1994 a skončil v červnu 1995.
Do II. ligy postoupila prvá dvě mužstva, poslední dvě sestoupila do Divize E.

## Nové týmy v sezoně 1994/95
- Ze II. ligy 1993/94 sestoupilo do MSFL mužstvo SKPP Znojmo.
- Z Divize D 1993/1994 postoupilo vítězné mužstvo FC Slušovice a SK KM Ratíškovice (2. místo), z Divize E 1993/1994 postoupilo vítězné mužstvo SK Hanácká Slavia Kroměříž a Kovona Karviná (14. místo, viz předchozí ročník)

## Nejlepší střelec
Nejlepším střelcem sezony se stal útočník Tatranu Poštorná Radek Šindelář, který soupeřům nastřílel 17 branek.

## Konečná tabulka
| Poř. | Tým                        | Z  | V  | R | P  | VG | OG | B  |
| ---- | -------------------------- | -- | -- | - | -- | -- | -- | -- |
| 1.   | FC Alfa Slušovice (N)      | 30 | 22 | 5 | 3  | 67 | 26 | 71 |
| 2.   | FC Tatran Poštorná         | 30 | 19 | 7 | 4  | 56 | 27 | 64 |
| 3.   | FC Baník Ostrava „B“       | 30 | 15 | 7 | 8  | 47 | 31 | 52 |
| 4.   | FC SYNOT Staré Město       | 30 | 14 | 8 | 8  | 44 | 33 | 50 |
| 5.   | SK KM Ratíškovice (N)      | 30 | 15 | 3 | 12 | 45 | 41 | 48 |
| 6.   | FC NH Ostrava              | 30 | 14 | 4 | 12 | 38 | 36 | 46 |
| 7.   | FK Spartak Jihlava         | 30 | 12 | 6 | 12 | 43 | 36 | 42 |
| 8.   | VTJ Znojmo-Rapotice (S)    | 30 | 10 | 9 | 11 | 41 | 36 | 39 |
| 9.   | FK MSA Dolní Benešov       | 30 | 11 | 5 | 14 | 43 | 49 | 38 |
| 10.  | FC Boby Brno „B“           | 30 | 9  | 8 | 13 | 46 | 45 | 35 |
| 11.  | SK Sigma Olomouc „B“       | 30 | 10 | 4 | 16 | 45 | 59 | 34 |
| 12.  | FC Kunz Hranice            | 30 | 10 | 3 | 17 | 38 | 58 | 33 |
| 13.  | FK UNEX Uničov             | 30 | 9  | 6 | 15 | 36 | 50 | 33 |
| 14.  | FK PS Přerov               | 30 | 9  | 5 | 16 | 33 | 50 | 32 |
| 15.  | FK Karviná ČSA Darkov (N)  | 30 | 8  | 5 | 17 | 37 | 52 | 29 |
| 16.  | SK Hanácká Slavia Kroměříž | 30 | 8  | 5 | 17 | 36 | 66 | 29 |

Poznámky:
- Z = Odehrané zápasy; V = Vítězství; R = Remízy; P = Prohry; VG = Vstřelené góly; OG = Obdržené góly; B = Body; (S) = Mužstvo sestoupivší z vyšší soutěže; (N) = Mužstvo postoupivší z nižší soutěže (nováček)
- O pořadí na 12. a 13. místě rozhodla bilance vzájemných zápasů: Hranice – Uničov 3:1, Uničov – Hranice 1:0
- O pořadí na 15. a 16. místě rozhodla bilance vzájemných zápasů: Karviná – Kroměříž 4:0, Kroměříž – Karviná 1:0

Zkratky:
- ČSA = Československá armáda; FC = Football club; FK = Fotbalový klub; KM = Kontakt Moravia; MSA Moravsko-Slezské armatury; MŽ = Moravské železárny; NH = Nová huť; PS = Přerovské strojírny; SK = Sportovní klub; UNEX = název sponzora klubu;

|  | Postup do II. ligy 1995/96   |
|  | Sestup do Divize E 1995/1996 |

## Výsledky
|                            | SLU | POŠ | OVA | STM | RAT | NHO | JIH  | ZNO | DBE | BRN | OLO  | UNI | HRA | PŘE | ČSA | KRO |
| -------------------------- | --- | --- | --- | --- | --- | --- | ---- | --- | --- | --- | ---- | --- | --- | --- | --- | --- |
| FC Alfa Slušovice          | —   | 0:0 | 2:0 | 1:0 | 3:0 | 1:0 | 2:0  | 1:0 | 4:0 | 1:0 | 3:2  | 6:1 | 6:3 | 0:0 | 5:2 | 4:1 |
| FC Tatran Poštorná         | 4:1 | —   | 2:2 | 2:1 | 3:0 | 2:1 | 3:0  | 4:3 | 2:2 | 2:0 | 1:0  | 4:2 | 4:1 | 1:0 | 0:2 | 6:2 |
| FC Baník Ostrava „B“       | 2:0 | 2:4 | —   | 3:0 | 3:1 | 3:1 | 0:1  | 1:2 | 2:0 | 3:1 | 0:0  | 3:2 | 1:0 | 1:0 | 3:1 | 3:0 |
| Jiskra Staré Město         | 2:2 | 1:0 | 0:0 | —   | 4:1 | 2:0 | 1:1  | 3:1 | 3:0 | 3:2 | 4:0  | 1:0 | 2:0 | 5:0 | 1:0 | 4:3 |
| KM Ratíškovice             | 0:3 | 0:2 | 3:0 | 3:0 | —   | 0:2 | 3:2  | 2:1 | 3:1 | 2:1 | 3:0k | 2:0 | 3:2 | 0:0 | 3:0 | 2:2 |
| FC NH Ostrava              | 0:2 | 0:0 | 0:0 | 0:1 | 0:1 | —   | 1:0  | 1:1 | 2:1 | 1:2 | 2:5  | 1:0 | 3:0 | 2:0 | 2:1 | 3:0 |
| FK Spartak Jihlava         | 1:2 | 0:1 | 1:1 | 1:2 | 2:0 | 2:2 | —    | 1:0 | 2:0 | 2:3 | 4:1  | 2:1 | 3:0 | 0:1 | 1:0 | 3:1 |
| VTJ Znojmo-Rapotice        | 1:1 | 0:0 | 0:2 | 3:1 | 2:1 | 2:0 | 0:0  | —   | 2:0 | 4:1 | 2:0  | 2:1 | 2:0 | 2:3 | 1:1 | 1:1 |
| FK Dolní Benešov           | 0:1 | 3:1 | 0:2 | 0:0 | 3:2 | 0:1 | 1:1  | 1:1 | —   | 3:1 | 3:0  | 4:1 | 1:0 | 5:1 | 1:0 | 3:2 |
| FC Boby Brno „B“           | 1:3 | 1:1 | 0:0 | 0:0 | 1:2 | 2:3 | 3:1  | 1:1 | 2:1 | —   | 5:5  | 0:0 | 0:0 | 0:0 | 5:1 | 4:0 |
| SK Sigma MŽ Olomouc „B“    | 0:1 | 1:1 | 1:3 | 3:0 | 1:0 | 1:3 | 0:3k | 1:1 | 0:1 | 1:0 | —    | 2:1 | 1:2 | 3:1 | 4:1 | 2:3 |
| FK UNEX Uničov             | 2:3 | 1:0 | 1:0 | 1:1 | 2:0 | 1:2 | 2:1  | 2:1 | 2:2 | 1:3 | 2:1  | —   | 1:0 | 2:0 | 1:1 | 3:0 |
| FC Kunz Hranice            | 1:5 | 0:2 | 1:1 | 2:1 | 1:1 | 0:1 | 2:0  | 1:0 | 3:2 | 0:4 | 6:2  | 3:1 | —   | 1:0 | 2:0 | 4:0 |
| FK PS Přerov               | 1:3 | 1:2 | 2:3 | 1:1 | 0:2 | 1:3 | 0:3  | 2:4 | 3:1 | 1:0 | 0:2  | 4:1 | 3:1 | —   | 2:0 | 1:0 |
| FK Karviná ČSA Darkov      | 1:0 | 0:1 | 3:2 | 0:0 | 0:1 | 3:0 | 1:1  | 1:0 | 4:1 | 1:2 | 3:5  | 0:0 | 4:2 | 2:5 | —   | 4:0 |
| SK Hanácká Slavia Kroměříž | 1:1 | 0:1 | 2:1 | 3:0 | 0:4 | 2:1 | 2:4  | 2:1 | 1:3 | 2:1 | 0:1  | 1:1 | 4:0 | 0:0 | 1:0 | —   |

## Soupisky mužstev

### FC Tatran Poštorná
Jiří Bartoš (-/0),
Karel Stromšík (-/0),
J. Wallisch (-/0) –
Mojmír Bezucký (-/0),
P. Blažej (-/0),
J. Brym (-/0),
Ladislav Dvořáček (-/0),
Václav Dvořák (-/4),
K. Kadlec (-/2),
Radomír Kaizar (-/2),
Antonín Kalčík (-/0),
František Klinovský (-/2),
J. Konečný (-/0),
Marián Kopča (-/0),
Karel Kulyk (-/7),
Milan Kulyk (-/15),
Marek Látal (-/4),
František Myslík (-/0),
Anton Petrovský (-/0),
Bronislav Pražák (-/0),
K. Salajka (-/0),
S. Salajka (-/0),
M. Siegl (-/0),
Stanislav Suský (-/0),
P. Šebesta (-/0),
Radek Šindelář (-/17),
Petr Tichý (-/0),
Alfréd Vajaji (-/1),
M. Vaněk (-/0),
R. Veselý  (-/0) -
trenér Jiří Dunaj

### FC Baník Ostrava „B“
Vít Baránek (-/0),
Marek Čech (-/0),
Z. Jantač (-/0),
Jakub Kafka (-/0) -
René Benefi (-/0),
Robert Caha (-/0),
Vladimír Čáp (-/1),
Milan Duhan (-/1),
R. Hajda (-/0),
M. Handýsek (-/0),
Richard Hrotek (-/1),
J. Jamka (-/0),
Marek Jankulovski (-/5),
Miroslav Kaloč (-/7),
Daniel Kaspřík (-/0),
M. Kleindorf (-/0),
Lubor Knapp (-/2),
Luboš Knoflíček (-/3),
Pavel Kubánek (-/3),
P. Kubatý (-/0),
M. Kudrna (-/1),
Mario Lička (-/0),
J. Lípa (-/0),
Fotis Maniatis (-/1),
Milan Páleník (-/0),
T. Pešat (-/0),
Lubomír Průdek (-/3),
M. Randýsek (-/1),
Petr Ruman (-/3),
Petr Slončík (-/0),
P. Smyček (-/0),
Martin Svědík (-/3),
Václav Štverka (-/1),
Tomáš Šťástka (-/0),
T. Thimel (-/0), 
Vítězslav Tuma (-/0),
Radomír Víšek (-/0),
Aleš Vojáček (-/1) -
trenér Jaroslav Janoš

### FC SYNOT Staré Město
D. Kegler (-/0),
Michal Kosmál (-/0),
M. Slosarčík (-/0),
R. Zimčík (-/0) -
R. Bičánek (-/1),
P. Bílek (-/0),
V. Cahyna (-/8),
P. Duda (-/1),
M. Duchtík (-/0),
Oleg Dulub (-/0),
Dušan Klvaňa (-/6),
M. Kment (-/0),
O. Kuborev (-/0),
Robert Lamáček (-/3),
P. Ludvíček (-/9),
L. Matoušek (-/2),
H. Michálek (-/0),
Ladislav Minář (-/2),
D. Němec (-/1),
P. Sonntag (-/0),
P. Strakáč (-/4),
M. Šebesta (-/0),
I. Ševčík (-/0),
Slavoj Štěrba (-/5),
M. Trávníček (-/2),
Jiří Vojtěšek (-/0) -
trenér Lubomír Jegla

### FC NH Ostrava
Roman Hulva (-/0),
M. Pěgřim (-/0),
J. Rektořík (-/0) -
Z. Achberger (-/0),
Petr Freisler (-/1),
V. Glowacz (-/0),
Z. Kročil (-/0),
J. Kušnír (-/0),
P. Kutal (-/9),
Jan Lazar (-/0),
P. Mičkal (-/3),
Vlastimil Molnár (-/5),
R. Morong (-/1),
P. Moučka (-/3),
R. Musial (-/0),
Ivo Müller (-/7),
A. Novák (-/0),
L. Odstrčilík (-/2),
J. Ondrušík (-/1),
Tomáš Pohorelli (-/0),
S. Polzer (-/0),
Anton Poruba (-/0),
M. Prokop (-/0),
J. Přibyl (-/1),
J. Rybář (-/0),
M. Rýc (-/0),
Radim Sáblík (-/0),
Roman Sialini (-/2),
J. Skybík (-/0),
P. Tichavský (-/1),
T. Voznica (-/0),
... Vurbs (-/1),
R. Zajíc (-/0) -
trenér Miloslav Bialek

### FK Spartak Jihlava
Martin Bílek (-/0),
Š. Jančok (-/0),
M. Veselý (-/0) -
M. Beránek (-/8),
B. Brunzl (-/0),
G. Cabuk (-/2), 
Robert Caha (-/4),
P. Dvořáček (-/0),
R. Chylík (-/1),
P. Kračmar (-/0),
P. Kuchta (-/7),
P. Moravec (-/1),
M. Morkus (-/6),
A. Neckář (-/0),
R. Nejedlý (-/7),
J. Novický (-/4),
M. Palkovič (-/0),
J. Pilát (-/0),
L. Pospíchal (-/0),
R. Rašovský (-/0),
L. Staněk (-/0),
R. Szathmary (-/0),
P. Šilhán (-/2),
Petr Tržil (-/0),
L. Vítů  (-/0),
... Záleský (-/1) -
trenéři Jindřich Březina a Jiří Novotný

### VTJ Znojmo-Rapotice
Pavel Bulín (-/0),
Michal Špit (-/0),
V. Trmal (-/0) –
J. Brudwirt (-/0),
Peter Drozd (-/3),
Jaroslav Fruhvirt (-/1),
L. Habermann (-/1),
Aleš Hellebrand (-/1),
R. Klaška (-/0),
T. Kleveta (-/0),
Michal Kolomazník (-/2),
David Köstl (-/0),
Přemysl Kovář (-/1),
Z. Macháček (-/0),
Kamil Matuszny (-/1),
Tomáš Návrat (-/4),
Jiří Pavelčík (-/3),
Roman Přibyl (-/6),
Milan Samek (-/5),
Patrik Siegl (-/0),
M. Šmudla (-/0),
Roman Šťástka (-/2),
Tomáš Šťástka (-/0),
J. Tkadlec (-/0),
M. Tkadlec (-/0),
M. Turek (-/0),
D. Záleský (-/0),
J. Zábojník (-/1),
Jan Zámečník (-/2),
Martin Zbončák (-/0) –
trenér Jiří Fryš

### FC Boby Brno „B“
R. Frídl (-/0),
Petr Maťák (-/0),
P. Milínek (-/0),
Pavel Plchut (-/0) –
Petr Bartes (-/0),
Petr Baštař (-/0),
L. Bezděk (-/0),
Marcel Cupák (-/8),
Richard Dostálek (-/1),
M. Frimmel (-/0),
M. Hlaváč (-/0),
Patrik Holomek (-/2),
Vladimír Chaloupka (-/9),
Kamil Janšta (-/1),
Pavel Kobylka (-/1),
Petr Kocman (-/0),
Radim Koláčný (-/0),
Michal Kolomazník (-/1),
Jiří Kopunec (-/1),
Přemysl Kovář (-/1),
Petr Křivánek (-/1),
Petr Maléř (-/1),
Petr Melcher (-/0),
J. Nováček (-/0),
Milan Pacanda (-/1),
Bohdan Ryšavý (-/1),
Marek Sedláček (-/0),
Roman Široký (-/0),
M. Šmerda (-/0),
Lambert Šmíd (-/3),
Petr Šuba (-/0),
Petr Tichý (-/0),
Radek Toman (-/0),
Daniel Vacula (-/1),
Zdeněk Valnoha (-/3),
P. Vlček (-/0),
Jiří Vorlický (-/2),
Jaroslav Vurbs (-/1),
D. Záleský (-/0),
... Zavřel (-/1),
Marek Zúbek (-/3) –
trenér František Harašta

### SK Sigma Olomouc „B“
Marek Janků (-/0),
Zdeněk Psotka (-/0) - 
Jiří Balcárek (-/7),
Jiří Barbořík (-/2),
M. Barčák (-/2),
V. Bárta (-/0),
J. Coufal (-/2),
M. Duda (-/0),
Ladislav Fujdiar (-/1),
Martin Guzik (-/3),
Roman Hanus (-/1),
Marek Hollý (-/1),
Eduard Hrabalík (-/1),
M. Hradil (-/0),
Milan Kerbr (-/1),
Radim König (-/4),
Petr Lysáček (-/2),
M. Matlocha (-/6),
Roman Mikulášik (-/3),
Radim Palčík (-/1),
Jiří Povišer (-/1),
Marek Prášilík (-/2),
Martin Svědík (-/8),
R. Tichý (-/0),
Jiří Vaďura (-/0),
Tomáš Vychodil (-/0),
Libor Zapletal (-/7) -
trenér Jan Chladil